# 能登川車站
能登川車站（日语：／ Notogawa eki */?）是一由西日本旅客鐵道（JR西日本）所經營鐵路車站，位於日本滋賀縣東近江市林町，是JR西日本琵琶湖線（本身是東海道本線的一部份）沿線車站之一，隸屬於JR西日本京都支社的管轄範圍。在過去能登川車站曾是所在行政區能登川町的主車站，但該町已在2006年時合併成為東近江市的一部份，而該市的主車站是隸屬於近江鐵道的八日市車站。

## 簡介
能登川車站在1889年設站之前，原本的預定設站位置並不在現址，而是位於西方約1公里處。當時預計設站的位置屬於能登川村的範圍，因此根據所在地的名稱命名。然而，實際進入開發階段時才發現當地因地質不良不適合設站，因而改在當時屬於五峰村的目前位置設站，但站名並未跟隨修改，而成為能登川村的代表車站設置於臨村境內的特殊狀況。1942年後周圍五個村莊合併成能登川町，並在2006年時又併入東近江市，如此特殊現象才不復存在。
能登川車站目前的站房是在2003年時改建，由於過去能登川町是以水車作為象徵標誌，因此車站造型也故意設計成水車的印象，並在車站旁（西口外）設有水車造型的鐘台。
能登川車站是琵琶湖線沿線所有新快速列車的停車站中，唯一一個沒有特急列車停靠的車站。

## 車站
側式月台1面1線與島式月台1面2線，合計2面3線的地面車站，設有跨站式站房。

### 月台配置
| 月台 | 路線     | 方向 | 目的地               |
| ---- | -------- | ---- | -------------------- |
| 1    | 琵琶湖線 | 下行 | 草津、京都、大阪方向 |
| 2、3 | 琵琶湖線 | 上行 | 米原、長濱、大垣方向 |

## 使用情況
根據「滋賀縣統計書」，1日平均上車人次如下表。
| 年度   | 1日平均 上車人次 | 來源        |
| ------ | ---------------- | ----------- |
| 1992年 | 5,999            | [ 統計 1 ]  |
| 1993年 | 6,057            | [ 統計 2 ]  |
| 1994年 | 6,063            | [ 統計 3 ]  |
| 1995年 | 6,207            | [ 統計 4 ]  |
| 1996年 | 6,251            | [ 統計 5 ]  |
| 1997年 | 6,206            | [ 統計 6 ]  |
| 1998年 | 6,203            | [ 統計 7 ]  |
| 1999年 | 6,198            | [ 統計 8 ]  |
| 2000年 | 6,229            | [ 統計 9 ]  |
| 2001年 | 6,184            | [ 統計 10 ] |
| 2002年 | 6,115            | [ 統計 11 ] |
| 2003年 | 6,387            | [ 統計 12 ] |
| 2004年 | 6,630            | [ 統計 13 ] |
| 2005年 | 6,857            | [ 統計 14 ] |
| 2006年 | 7,065            | [ 統計 15 ] |
| 2007年 | 7,157            | [ 統計 16 ] |
| 2008年 | 7,340            | [ 統計 17 ] |
| 2009年 | 7,038            | [ 統計 18 ] |
| 2010年 | 7,166            | [ 統計 19 ] |
| 2011年 | 7,243            | [ 統計 20 ] |
| 2012年 | 7,341            | [ 統計 21 ] |
| 2013年 | 7,755            | [ 統計 22 ] |
| 2014年 | 6,955            | [ 統計 23 ] |
| 2015年 | 7,166            | [ 統計 24 ] |
| 2016年 | 7,198            | [ 統計 25 ] |
| 2017年 | 7,207            | [ 統計 26 ] |
| 2019年 | 7,201            | [ 統計 27 ] |

## 相鄰車站
西日本旅客鐵道
 琵琶湖線（東海道本線）

■新快速
彥根（JR-A13）－能登川（JR-A17）－近江八幡（JR-A19）
■普通（過京都或高槻以西變為快速列車，部分班次過野洲以西變成新快速列車）
稻枝（JR-A16）－能登川（JR-A17）－安土（JR-A18）

## 外部連結
- 能登川｜車站資訊：JR出門網 - 西日本旅客鐵道